# SBB-CFF-FFS
Caminhos de Ferro Federais da Suíça (SBB, Schweizerische Bundesbahnen; CFF, Chemins de fer fédéraux suisses; FFS, Ferrovie federali svizzere; VFF Viafiers federalas svizras, em alemão, francês, italiano e romanche, respetivamente) é a empresa ferroviária nacional da Suíça. Geralmente é referido pelas iniciais dos seus três nomes oficiais – definidos pela lei federal SR/RS 742.31 (SBBG/LCFF/LFFS) Art. 2 §1 – em alemão, francês e italiano, como SBB CFF FFS, ou usado separadamente. A abreviatura oficial em inglês é "SBB". Embora o nome oficial romanche, Viafiers federalas svizras (VFF) seja usado em documentos, leis federais e na mídia romanche, não é designação oficial da empresa.
A empresa, fundada em 1902, está sediada em Berna. Costumava ser uma instituição governamental, mas desde 1999 é uma sociedade por ações especiais cujas ações são detidas pela Confederação Suíça e pelos cantões suíços. Atualmente é a maior empresa ferroviária e de transporte da Suíça e opera a maioria das linhas com bitola normal na Suíça. Também colabora fortemente com a maioria das outras empresas de transporte do país, como a BLS, uma das suas principais concorrentes, para fornecer horários totalmente integrados com horários cíclicos.
A SBB ficou em primeiro lugar entre os sistemas ferroviários europeus nacionais no Índice Europeu de Desempenho Ferroviário de 2017 pela sua intensidade de uso, qualidade de serviço e classificação de segurança. Embora muitos operadores ferroviários na Europa continental tenham enfatizado a construção de ferrovias de alta velocidade, a SBB investiu na confiabilidade e na qualidade do serviço da sua rede ferroviária convencional, tanto em escala nacional quanto regional. Além do transporte ferroviário de passageiros, a SBB opera serviços ferroviários de carga, através da sua subsidiária SBB Cargo, e possui grandes participações imobiliárias na Suíça.